# Südheide
Südheide község Németországban, Alsó-Szászországban, a Cellei járásban. Lakosainak száma 11 683 fő (2023. december 31.).